# Grönalid
Grönalid – miejscowość (tätort) w Szwecji, w regionie administracyjnym (län) Dalarna, w gminie Vansbro.
Według danych Szwedzkiego Urzędu Statystycznego liczba ludności wyniosła: 419 (31 grudnia 2018) i 397 (31 grudnia 2019).